# Isaac de l'Ostal de Saint-Martin
Isaac de l'Ostal de Saint-Martin ou Lostal, né vers 1629 à Oloron-Sainte-Marie, en Béarn, et mort le 14 avril 1696, est un chevalier français d'une famille béarnaise, installé à une période inconnue dans les Provinces-Unies.

## Biographie
Isaac de l'Ostal naît à Oloron-Sainte-Marie. Il est le fils de Pierre de Lostal.
Il s'embarque pour Batavia en 1657 — après un entrainement dans l'armée des Provinces-Unies, le Staatse leger (nl) —, aux côtés de Hendrik van Rheede et de Johan Bax van Herentals, futur gouverneur de la colonie du Cap.
Il demeure à Ceylan et la côte de Malabar jusqu'en 1672. Il sert sous les ordres de l'amiral Rijcklof van Goens durant les campagnes menées contre les Portugais sur les côtes ouest de l'Inde. Il est ensuite affecté à Batavia en raison de la guerre de Hollande, qui oppose le royaume de France à la Grande alliance de La Haye qui réunit les Provinces-Unies, l'archiduché d'Autriche, la monarchie catholique espagnole et le duché de Lorraine.
L'Ostal prend part en Indonésie aux combats de l'ancien royaume de Mataram, de Ternate et de Banten ; il semble avoir été un soldat de valeur, ses aventures étant reprises par le dramaturge Onno Zwier van Haren.
Il s'installe à Utrecht à partir de 1683 aux côtés du naturaliste Hendrik van Rheede.
Comme Van Rheede, l'Ostal est intéressé par la botanique ; il est également un ami de Joan Huydecoper (en), bourgmestre d'Amsterdam et l'un des dirigeants de la Compagnie néerlandaise des Indes orientales. En 1684, il vogue à nouveau vers Batavia. Durant son escale au cap de Bonne-Espérance, il explore le nord du pays. Il recherche des plantes médicinales ou à valeur économique aux côtés de Simon van der Stel. Une vallée au nord de Piketberg porte le nom de Lostal en son honneur,.
Peu après son arrivée à Batavia, il devient membre du Conseil de l'Inde. Il possède trois microscopes et assiste le naturaliste allemand aveugle Georg Everhard Rumphius sur l’île d’Ambon dans la rédaction et la publication de ses ouvrages. Il charge Engelbert Kaempfer de recherches sur la composition du papier de riz japonais.
À sa mort en 1696, son frère Gratian hérite de ses biens ; ce dernier habite alors à Oloron où il est avocat et lieutenant de maire. L’héritage recèle près de 1 200 ouvrages en diverses langues telles que l’hébreu, l’arabe, le persan, le portugais et le malais. L’Ostal est l’un des tout premiers collectionneurs d’ouvrages en malais.
Sa propriété de Kemayoran (en), comportant un pavillon japonais, est acquise par Joan van Hoorn (en).